# Torneo de Naciones 2018
El Torneo de Naciones 2018 fue la segunda edición del Torneo de Naciones, una competición amistosa de fútbol femenino al que se accede por invitación. Se llevó a cabo en Estados Unidos, del 26 de julio al 2 de agosto de 2018 y participaron las mismas 4 selecciones que la edición anterior.

## Equipos
| Equipo         | FIFA Rankings (junio de 2018) |
| -------------- | ----------------------------- |
| Estados Unidos | 1                             |
| Japón          | 6                             |
| Australia      | 7                             |
| Brasil         | 8                             |

## Organización

### Sedes
| Kansas City                          | East Hartford                    | Bridgeview               |
| ------------------------------------ | -------------------------------- | ------------------------ |
| Children's Mercy Park                | Rentschler Field                 | Toyota Park              |
| Capacidad: 18.467                    | Capacidad: 40.642                | Capacidad: 20.000        |
| Children's Mercy Park (Kansas City)  | Rentschler Field (East Hartford) | Toyora Park (Bridgeview) |
| Kansas City East Hartford Bridgeview |                                  |                          |

## Resultados
| Pos. | Equipo                | Pts. | PJ | G | E | P | GF | GC | Dif. |
| ---- | --------------------- | ---- | -- | - | - | - | -- | -- | ---- |
| 1    | Estados Unidos (C, H) | 7    | 3  | 2 | 1 | 0 | 9  | 4  | +5   |
| 2    | Australia             | 7    | 3  | 2 | 1 | 0 | 6  | 2  | +4   |
| 3    | Brasil                | 3    | 3  | 1 | 0 | 2 | 6  | 2  | +4   |
| 4    | Japón                 | 0    | 3  | 0 | 0 | 3 | 3  | 8  | −5   |

 Fuente: USSoccer

### Partidos
| 26 de julio de 2018, 15:15 | Brasil        | 1:3     | Australia                                 | Children's Mercy Park, Kansas City                       |                                                          |
|                            | - Debinha 79' | Reporte | - Poliana 9' (a.g.) - Butt 39' - Kerr 50' | Asistencia: 10 307 espectadores Árbitra: Christina Unkel | Asistencia: 10 307 espectadores Árbitra: Christina Unkel |

| 26 de julio de 2018, 18:00 | Estados Unidos                       | 4:2     | Japón                        | Children's Mercy Park, Kansas City                          |                                                             |
|                            | - Morgan 18', 26', 56' - Rapinoe 66' | Reporte | - Tanaka 20' - Sakaguchi 76' | Asistencia: 18 467 espectadores Árbitra: Carol Anne Chénard | Asistencia: 18 467 espectadores Árbitra: Carol Anne Chénard |

| 29 de julio de 2018, 16:15 | Japón          | 1:2     | Brasil                          | Rentschler Field, East Hartford                             |                                                             |
|                            | - Masuya 90+3' | Reporte | - Marta 76' - Bia Zaneratto 90' | Asistencia: 13 027 espectadores Árbitra: Ekaterina Koroleva | Asistencia: 13 027 espectadores Árbitra: Ekaterina Koroleva |

| 29 de julio de 2018, 19:00 | Estados Unidos | 1:1     | Australia     | Rentschler Field, East Hartford                      |                                                      |
|                            | - Horan 90'    | Reporte | - Logarzo 22' | Asistencia: 21 570 espectadores Árbitra: Miriam León | Asistencia: 21 570 espectadores Árbitra: Miriam León |

| 2 de agosto de 2018, 16:45 | Australia                | 2:0     | Japón | Toyota Park, Bridgeview                                     |                                                             |
|                            | - Kennedy 47' - Kerr 81' | Reporte |       | Asistencia: 11 922 espectadores Árbitra: Ekaterina Koroleva | Asistencia: 11 922 espectadores Árbitra: Ekaterina Koroleva |

| 2 de agosto de 2018, 19:30 | Estados Unidos                                    | 4:1     | Brasil                | Toyota Park, Bridgeview                                     |                                                             |
|                            | - Lavelle 33' - Ertz 53' - Heath 61' - Morgan 77' | Reporte | - Davidson 16' (a.g.) | Asistencia: 18 309 espectadores Árbitra: Quetzalli Alvarado | Asistencia: 18 309 espectadores Árbitra: Quetzalli Alvarado |

| Campeón        |
| Estados Unidos |
| 1.° título     |

## Goleadoras
4 goles
- Alex Morgan

2 goles
- Sam Kerr

1 gol
- Tameka Butt
- Alanna Kennedy
- Chloe Logarzo
- Bia Zaneratto
- Debinha
- Marta
- Rika Masuya
- Moeno Sakaguchi
- Mina Tanaka
- Julie Ertz
- Tobin Heath
- Lindsey Horan
- Rose Lavelle
- Megan Rapinoe